# Diocese de Winchester
A Diocese de Winchester (em latim: Dioecesis Wintoniensis, em inglês:  Diocese of Winchester) é uma das mais antigas e maiores dioceses da Inglaterra, tendo sido criada em 676. É parte da província da Cantuária, região administrativa da Igreja da Inglaterra. A diocese cobre a área da Hampshire e parte da Ilha de Wight, sendo dividida em três pequenos arquidiaconatos.
O Bispo de Winchester é ex officio um Lorde espiritual do Westminster, um dos cinco prelados da Igreja da Inglaterra com tal direito de forma direta. Philip Ian Mounstephen é bispo de Winchester desde 2023.
A sé da diocese é a Catedral de Winchester, uma das maiores igrejas da Inglaterra.